# Медоус Плејс (Тексас)
Медоус Плејс (енгл. Meadows Place) град је у америчкој савезној држави Тексас. По попису становништва из 2010. у њему је живело 4.660 становника.

## Демографија
Према попису становништва из 2010. у граду је живело 4.660 становника, што је . (.%) становника више него 2000. године.
| Група             | 2000.  | 2010.         |
| Белци             | . (.%) | 2.465 (52,9%) |
| Афроамериканци    | . (.%) | 432 (9,3%)    |
| Азијати           | . (.%) | 806 (17,3%)   |
| Хиспаноамериканци | . (.%) | 847 (18,2%)   |
| Укупно            | .      | 4.660         |